# Greg Beeman
Greg Beeman (geb. 1962 in Honolulu, Hawaii) ist ein US-amerikanischer Film- und Fernsehregisseur und Produzent. Seine umfangreichsten Projekte, bei denen er als ausführender Produzent und auch häufig als Regisseur agierte, sind die Fernsehserien J.A.G. – Im Auftrag der Ehre, Smallville, Heroes und Falling Skies.

## Leben und Werk
Greg Beeman besuchte die USC School of Cinematic Arts, eine 1929 gegründete Filmschule an der University of Southern California. Dort studierte er zusammen mit den Filmemachern Michael Lehmann, Phil Joanu, Ken Kwapis und den Drehbuchautoren Scott Alexander & Larry Karaszewski.
Sein Debütfilm für die große Leinwand und mit dem Vertrieb eines Major-Filmstudio war Mom und Dad retten die Welt (Mom and Dad Save the World) im Jahr 1992.
Er war für mehrere große Filmpreise nominiert, darunter der Primetime Emmy für Outstanding Drama Series, den Hugo Award für Best Dramatic Presentation und den Producers Guild of America Award für Outstanding Producer of Episodic Television – alle drei für die Fernsehserie Heroes. Er gewann 2000 den Directors Guild of America Award in der Kategorie Outstanding Directorial Achievement in Children's Programs für Wunder auf der Überholspur (Miracle in Lane 2).

## Filmografie (Auswahl)

### Film (Kino & TV)
- 1986: Supercat – Die reichste Katze der Welt (The Richest Cat in the World), (Fernsehfilm)
- 1986: Die Abenteuer der 5 kleinen Spione (Fernsehfilm)
- 1992: Mom und Dad retten die Welt
- 1995: Ein Satansbraten ist verliebt (Fernsehfilm)
- 1995: Durchgeknallt und auf der Flucht (Bushwhacked)
- 1999: Wie Du mir, so ich Dir (Fernsehfilm)
- 2000: Das ultimative Weihnachtsgeschenk (Fernsehfilm)
- 2000: Wunder auf der Überholspur (Fernsehfilm)
- 2002: Die Stimme des Meeres (Fernsehfilm)

### Als Regisseur
- 1988–1993: Wunderbare Jahre (3 Episoden)
- 1991–1992: Eerie, Indiana (1 Episode)
- 1993: Die Abenteuer des Brisco County jr. (1 Episode)
- 1993–1994: Go West
- 1995: Strange Luck – Dem Zufall auf der Spur (2 Episoden)
- 1995–2005: J.A.G. – Im Auftrag der Ehre (11 Episoden)
- 1996: Nowhere Man – Ohne Identität! (1 Episode)
- 1996–2001: Nash Bridges (18 Episoden)
- 1998–1999: Martial Law – Der Karate-Cop (4 Episoden)
- 2000–2001: Providence (2 Episoden)
- 2001–2011: Smallville (18 Episoden)
- 2006–2009: Heroes (12 Episoden)
- 2009–2010: Melrose Place (4 Episoden)
- 2011–2014: Falling Skies (13 Episoden)
- 2012: Rizzoli & Isles (1 Episode)
- 2012–2014: Perception (6 Episoden)
- 2015: Minority Report (2 Episoden)
- 2015: The Last Ship (1 Episode)
- 2016: American Gothic (2 Episoden)
- 2016–2017: Luzifer (3 Episoden)
- 2016–2017: Timeless (2 Episoden)
- 2017: Zoo (1 Episode)
- 2017: Salvation (1 Episode)

- 2021–2022: Stargirl: (4 Episoden)

### Als Produzent
- 1996–1997: Nash Bridges (18 Episoden)
- 2001–2006: Smallville (105 Episoden)
- 2006–2009: Heroes (58 Episoden)
- 2009–2010: Melrose Place (16 Episoden)
- 2011–2014: Falling Skies (41 Episoden)
- 2015: Minority Report (10 Episoden)
- 2016: American Gothic (13 Episoden)